# Xử bắn
Xử bắn là một hình thức tử hình được sử dụng nhiều nhất và là hình thức tử hình phổ biến nhất. Hình thức này được sử dụng tại nhiều quốc gia nhưng nhiều nhất là Trung Quốc và Ấn Độ. Cách tử hình này được chọn nhiều vì dễ chuẩn bị vì có sẵn súng và dễ giết đối tượng vì bị bắn vào các nội tạng quan trọng. Dần dần, phương pháp này ít được sử dụng hơn mà thay vào đó, người ta thường sử dụng phương pháp tiêm thuốc độc như là một hình thức tử hình nhân văn hơn. 

## Các kiểu xử bắn

### Kiểu cổ điển 1
Kiểu này được Việt Nam và một số nước sử dụng. Tử tù bị trói trên cột cách quan tài khoảng 3m và bịt mắt. Một đội thi hành án khoảng 10 người, mỗi người được phát 1 khẩu súng trường đã lắp đạn, mỗi khẩu lắp 1 viên đạn, khi có lệnh thì đồng loạt nổ súng. Cuối cùng đội trưởng đội thi hành án sẽ đến kiểm tra và dùng súng lục cho tử tù một phát đạn ân huệ vào thái dương.

### Kiểu cổ điển 2
Cũng như kiểu 1 nhưng tử tù không bị trói vào cột mà bị trói và đứng thành hình đường trung trực.

### Kiểu một người
Kiểu này được Trung Quốc sử dụng. Phạm nhân bị trói quỳ dưới đất, người thi hành án đứng đằng sau dí súng vào đầu, khi có lệnh thì nổ súng, thường thì dùng súng trường AK-47 hoặc Type 56 nhưng đôi khi thuận tiện thì người ta dùng súng lục.

### Kiểu dùngsúng tiểu liên
Kiểu này được Thái Lan sử dụng. Phạm nhân bị trói trước mũi súng, súng liên thanh đặt ở trong nhà, thường là MP-35, MP5 hoặc Thompson có một giá đỡ bốn chân gắn ở dưới súng, cò súng được buộc dây. Khi có lệnh, người thi hành án ngồi trong nhà kéo dây cò cho đến khi súng bắn hết đạn thì thôi.